# Utøya

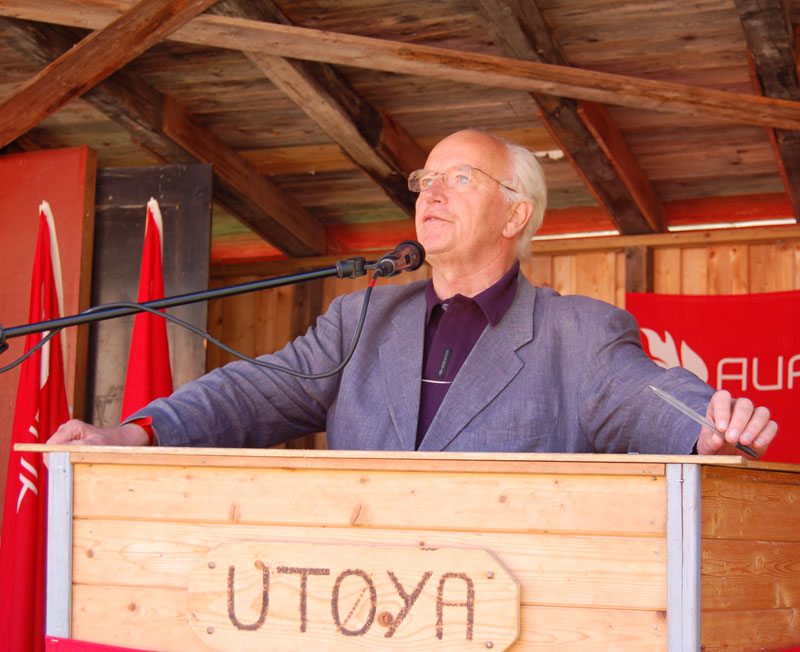
Thorvald Stoltenberg talar på AUF:s läger på Utøya 2006.

Utøya är en 10,6 hektar stor ö i insjön Tyrifjorden i Hole kommun, Norge, belägen cirka 550 meter från land, där E16 passerar, 38 kilometer nordväst om Oslo. Ön ägs av det norska arbetarpartiets ungdomsförbund Arbeidernes ungdomsfylking (AUF). Egendomen har flera byggnader på ön samt område för parkering på fastlandet vid Utøykaia.

## AUF-arrangemang
Arbeidernes ungdomsfylking (AUF) håller årligen sommarläger och politiska kurser på ön. På ön ligger ungdomsförbundets förbundsskola/kursgård. Ön gavs som jubileumspresent till AUF i augusti 1950 av Oslo og Akershus faglige samorganisasjon, ett regionalt samarbetsorgan för de största norska fackliga organisationerna.

## Camping
Utøya kan även hyras som en campingplats och för lajv-evenemang. Ön drivs kommersiellt av Utøya AS.

## Massakern 2011
Den 22 juli 2011 skedde massakern på Utøya när Anders Behring Breivik dödade 69 personer.
AUF meddelade den 26 juli 2011 att deras mål var att fortsätta mötas på Utøya.

## Minnesmärke
Huvudartikel: Memory wound
(Se även Minnesmärken över offren för terrorattentatet 22 juli 2011)
Norges regering beslöt 2011 att uppföra ett nationellt minnesmärke på en udde vid gården Sørbråten på fastlandet nordost om Utøya. Efter en tävling utsågs Jonas Dahlbergs Minnenas sår till vinnande förslag. Planerna på att genomföra minnesmärket i denna form stoppades av den då nya norska regeringen i juni 2017, och i stället gav regeringen Statsbygg i uppdrag att uppföra ett mer lågmält minnesmärke på Utøyas kaj (Utøykaia) utgångspunkten för båtöverfarten från fastlandet till Utøya.
Minnesmärket på själva ön består av en stor, förenande cirkel på en höjd på norra sidan av Utøya. Monumentet i stål visar namn och ålder på de som dödades, och dessa namn lyser genom stålet och kan läsas när du går runt i ringen. Inget namn kommer först eller sist.

## Byggnader
Det finns en liten pir på östra sidan av ön. Det är härifrån färjan M/S Thorbjørn går till fastlandet. Huvudbyggnaden ("Hovedhuset"), förrådshus ("Stabburet"), och ladan ("låven") ligger nära hamnen. Uppe på kullen ("LO-toppen") finns campingplatser, cafeteria och servicehus med toaletter och duschar. Förbundskolan ("Skolestua") finns på den södra delen av ön.